# لزلی سیبنر
لزلی سیبنر (انگلیسی: Lesley Sibner؛ ۱۹۳۴ (۹۰–۹۱ سال) – ۱۱ سپتامبر ۲۰۱۳) یک دانشمند در زمینه ریاضیات اهل ایالات متحده آمریکا بود.